# Štěpánovická lípa
Štěpánovická lípa je památný strom ve Štěpánovicích na sever od Klatov. Lípa malolistá (Tilia cordata Mill.) roste po pravé straně pěší dlážděné cesty na hřbitov u vstupní brány, vně hřbitovní zdi, v blízkosti kostela svatého Michala v nadmořské výšce 475 m. Strom dosahuje do výšky 24 m, výška koruny je 19 m a šířka 14 m, obvod kmene 463 cm (měření 2016). Zdravotní stav dřeviny je snížený, vyžaduje stabilizační zásah. Centrální úžlabí je v 5 m, z úžlabí vyrůstají dvě hlavní kosterní větve, na nich jsou otevřené dutiny. Větve zasahují téměř až k zemi, ve větvích jsou otvory do hnízdících dutin. Kořenový systém je deformován ze strany chodníku a zdi. Lípa je chráněna od 1. ledna 2017 významný krajinný prvek, významný vzrůstem.